# Борач (биљка)
Борач (лат. Borago officinalis) је једногодишња зељаста биљка.

## Опис
Има слаб корен, усправно сочно и шупље стабло висине 60 cm. Лишће има кратку дршку, храпаво и длакаво. Јајастог су облика, дужине до 12 cm. Латице цвећа су звездастог облика, а цветови имају јако резвијене прашнике, јасно плаве боје.
Садржи етарско уље, слуз, смолу и друго. Свежа биљка мирише и има укус краставца, слан је и садржи шалитрен калијум.
Цвета у јуну и јулу. Бере се у периоду цветања, суши у хладу на проветреном месту.

## Станиште
Самоникло расте на пустим местима, а гаји се и у башти. Одговарају му више добра земљишта, сунце или делимична сенка. Брзо се размножава, па га је тешко искоренити. 
У Европу су га донели Арапи у средњем веку. Може се наћи у Европи, северној Африци и Северној Америци. Бере се у периоду цветања, суши у хладу на проветреном месту.

## Други називи
Пореч, бореч, боражина, волујско уво, волујски језик.

## Употреба
Користи као трава у цвету. Добар је за поправљање тешких земљишта, а користи се као лековита и зачинска биљка. али и као поврће или зачин.
Као зачин се користи у дијетама које садрже ниске концентрације соли. Пошто су цветови слатког укуса, погодни су за украшавање десерта.
Препоручује се и као додатак исхрани током опоравка од болести. Чисти организам од токсина.
Као лековита биљка се користи код разних упала, оспица, шарлаха, упале бубрега, лечи широк спектар уринарних проблема, подстиче знојење, снижава температуру, јача срце, помаже код аутоимуних и болести крвних судова, успоставља хормонску равнотежу и ниво глукозе у крви, код реуматизма, побољшава апсорпцију гвожђа, спречава вртоглавице, јак је антиоксиданс. Утиче позитивно и на здравље коже, смањујући упале, иритацију и сувоћу коже. Позитивно утиче на концентрацију, отклања апатију, депресију, тугу и меланхолију, као и несаницу, јер делује као благи седатив. Препоручује се код проблема са метаболизмом, менструацијом, менопаузом, плућним тегобама.
Чај је делотворна за испирање усне дупље, код проблема са деснима и зубима. Спречава оштећење вида и настанак ноћног слепила, а чај се препоручује и за испирање сувих очију.
Од семена се добија уље које садржи гама-линолеинску масну киселину (ГЛА), које није није подложно кварењу, а препоручује се хладно цеђено уље и чување на тамном и хладном месту. Не препоручује се особама које имају епилепсију или згрушавање крви.
Од цвета се добија есенција ароматичног мириса, која се препоручује особама које осећају притисак и тежину у грудима и за кардиоваскуларне тегобе. Ослобађа од притиска, јача вољу и поправља расположење. Есенција може да буде у виду спреја, креме или се сипа у воду за купање. 